# Impaktgesteine Wengenhausen

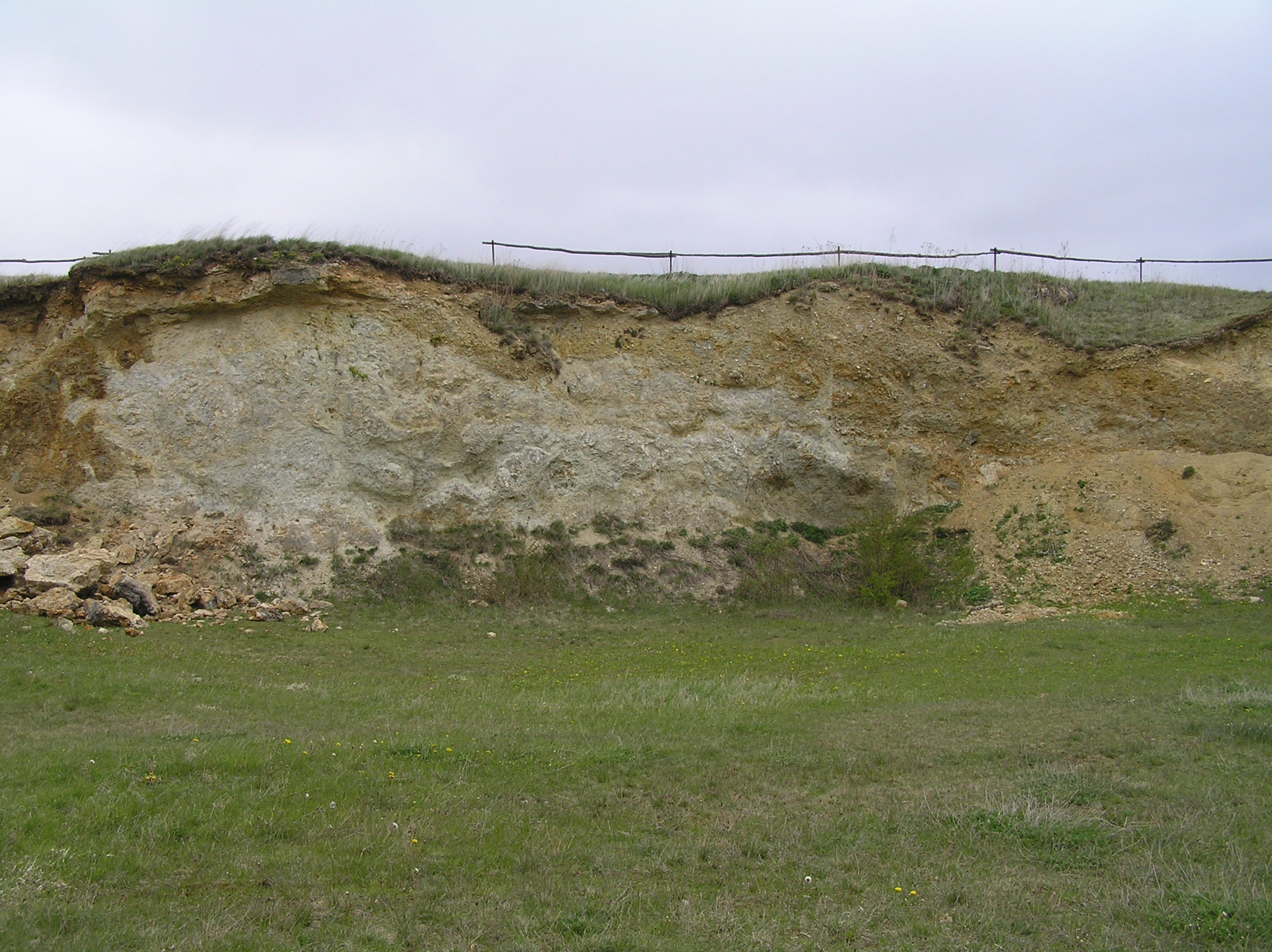
Aufschluss Wengenhausen im Nördlinger Ries.

Die Impaktgesteine Wengenhausen befinden sich in einem Steinbruch nahe Wengenhausen einem Ortsteil der Gemeinde Marktoffingen im schwäbischen Landkreis Donau-Ries in Bayern.

## Lage
Der Steinbruch befindet sich etwa 450 Meter nordwestlich von Wengenhausen. Das Areal ist als Geschützter Landschaftsbestandteil ausgewiesen.

## Beschreibung
Im Südostteil des ehemaligen Steinbruches stehen stark zerklüftete Kristallingesteine, die von mehreren Metern mächtigen Kristallinbrekzie überlagert werden. Im Nordteil des Steinbruches liegt über der Kristallinbrekzie der Süßwasserkalk des ehemaligen Ries-Sees.

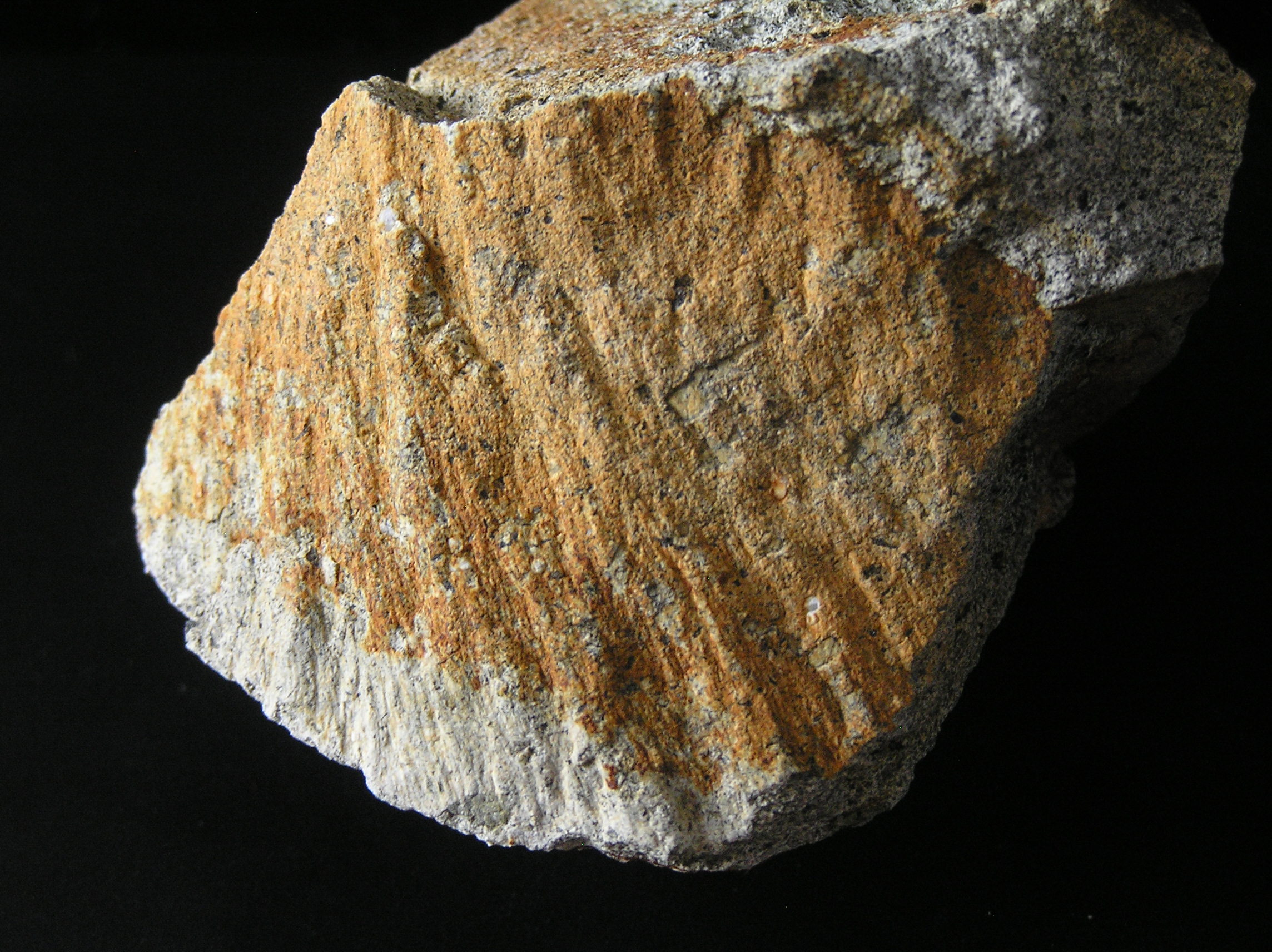
Typischer Shatter Cone in Kersantit aus dem Nördlinger-Ries-Aufschluss Wengenhausen.

In zertrümmerten Kristallingesteinen des ehemaligen Steinbruches wurden sogenannte "shatter cones" (Strahlenkegel) gefunden. Strahlenkegel bilden sich beim Einwirken von hohen Drücken und sind ein Beweis, dass der Ries-Krater des Nördlinger Ries durch einen Meteoriten-Einschlag entstanden ist. Am oberen Rand des Aufschlusses erkennt man die gelb gefärbten Sedimente des Kratersees. Darunter liegen die Trümmergesteine des kristallinen Grundgebirges. Die "polymikte Kristallinbrekzie" besteht aus Bruchstücken unterschiedlicher Kristallingesteine wie Gneis, Granit oder Amphibolit.
Vor etwa 14,5 Millionen Jahren, zur Zeit des Tertiärs, schlug im Übergangsbereich der heutigen schwäbischen- und fränkischen Alb ein rund ein Kilometer mächtiger Meteorit mit einer Geschwindigkeit von etwa 70.000 km/h ein. Seine Aufprallenergie entsprach der Energie von 250.000 Atombomben des in Hiroshima verwendeten Typs. Der Meteorit durchschlug dabei 600 Meter dicke Ablagerungen der Jura- und Keuperzeit und zertrümmerte das darunter liegenden kristalline Grundgebirge bis in eine Tiefe von sechs Kilometer. Gesteine wurden hierbei zerbrochen, umgewandelt, ausgeworfen, aufgeschmolzen oder verdampften ebenso wie ein Großteil des Meteorits. Durch Rückfedern des Kraterbodens gelangte das sonst im Untergrund liegende kristalline Grundgebirge somit an die Oberfläche. Übrig blieb ein Krater mit 25 Kilometer Durchmesser, an den sich großflächige Auswurfmassen anschließen. Nur Sekunden nach dem Einschlag löschte eine Druck- und Hitzewelle das Leben in weitem Umkreis aus.
Nachfolgend entstand im Einschlagskrater ein abflussloser See, der mehrfach zeitweise trocken fiel. Bäche und Schlammströme schwemmten Gesteinsschutt hinein und bildeten mächtige Seeablagerungen. In flachen Uferbereichen entstanden fossilreiche Kalke. Nach rund zwei Millionen Jahren war der Krater vollständig mit Ablagerungen gefüllt.
Seit mehr als 200 Jahren beschäftigen sich Wissenschaftler mit dem Nördlinger Ries und seinen Gesteinen. Lange Zeit nahm man eine vulkanische Entstehung des Kraters an. Um ortsfremde Gesteine und Schliff-Flächen zu erklären, wurde fälschlicherweise sogar ein "Riesgletscher" als Theorie aufgebracht. 1904 äußerte der Schwäbisch Gmünder Kaufmann Ernst Werner erstmals die Theorie der Entstehung durch einen kosmischen Einschlag. Beweise für diese Theorie wurden jedoch erst 1961 gefunden. Da entdeckte man im Suevit (auch Schwabenstein genannt), die Minerale Coesit und Stishovit. Das sind besondere Formen von Quarz, die nur bei extrem hohen Drücken wie bei einem Meteoriteneinschlag gebildet werden.
Neuerdings fand man ein weiteres Mineral in den Sueviten, das nur bei sehr hohen Drücken entsteht. Es sind mikroskopisch kleine Diamanten, sogenannte Impaktdiamanten.

## Geotop
Der Steinbruch ist vom Bayerischen Landesamt für Umwelt (LfU) als geowissenschaftlich besonders wertvolles Geotop (Geotop-Nummer: 779A012) ausgewiesen. Er wurde auch vom LfU mit dem offiziellen Gütesiegel Bayerns schönste Geotope ausgezeichnet.